# Cold+Blood+Messiah
Cold+Blood+Messiah je čtvrté studiové album polské black metalové kapely Hermh, které vyšlo v listopadu 2008 u vydavatelství Mystic Production.

## Seznam skladeb
CD
1. "Hairesis" (Bart, Maar, Socaris) – 05:23
2. "Instrumentum Diaboli" (Bart, Maar, Socaris) – 04:14
3. "Eyes of the Blind Lamb" (Bart, Maar, Socaris) – 05:21
4. "Lord Shall Be Revealed" (Bart, Maar, Socaris) – 04:22
5. "I Bring You Fear" (Bart, Maar, Socaris) – 03:57
6. "Sin Is The Law" (Bart, Maar, Socaris) – 04:36
7. "Gnosis" (Bart, Maar, Socaris) – 01:25
8. "Who Can Be Against Us" (Bart, Maar, Socaris) – 04:20
9. "In My Flesh I See God" (Bart, Maar, Socaris) – 05:11

Bonusové DVD
1. Making Of Cold Blood Messiah
2. Band Interviews
3. Videoclip ("Hairesis")
4. Making Of Videoclip ("Hairesis")
5. Videoclip`s Trailer ("Hairesis")

## Sestava
- Bart – vokály
- Socaris – kytara
- Maar – kytara
- Hal – baskytara
- Zuber – bicí